# Luciane Hammes
Luciane Hammes (7 de agosto de 1988) é uma ex-ginasta brasileira que competia na seleção de ginástica rítmica. 
Representou o Brasil em diversas competições internacionais. Competiu em campeonatos do mundo, inclusive no Campeonato Mundial de 2005 de Ginástica Rítmica, em Baku, Azerbaijão.